# Gino Saccavini
Gino Saccavini (Moimacco, 11 agosto 1930 – Monfalcone, 28 novembre 2011) è stato un politico italiano.

## Biografia
Sindaco di Monfalcone a metà anni ottanta, nel 1991 è nominato presidente della Provincia di Gorizia, succedendo al dimissionario Gianfranco Crisci. Rimane in carica fino alla successiva tornata elettorale.